# Capitophorus similis
Capitophorus similis är en insektsart som beskrevs av Van der Goot 1915. Capitophorus similis ingår i släktet Capitophorus och familjen långrörsbladlöss. Arten är reproducerande i Sverige. Inga underarter finns listade i Catalogue of Life.